# デリシ駅
デリシ駅（デリシえき、グルジア語: დელისი、グルジア語ラテン翻字: Delisi）は、ジョージアのトビリシ地下鉄サブルタロ線の駅である。医科大学駅とヴァジャ・プシャヴェラ駅の間に位置する。1979年9月に開業。
駅の設計は建築家のN・ロミゼ (ნ. ლომიძე) が行い、プロジェクト組織サクトランスプロエクティ (საქტრანსპროექტი) が建設を担った。駅には出入口は2カ所あり、いずれも石の階段となっている。待合室とプラットホームの間の回廊も石材で構成されている。壁には金属で動物の装飾が施されている。
この駅はもともとサブルタロ線の終端駅であったが、2000年に隣のヴァジャ・プシャヴェラ駅したことにより、路線の中間駅となった。

## 駅名
1992年から2006年まで、この駅はトビリシ地下鉄の建設責任者ヴィクトル・ゴツィリゼにちなんでヴィクトル・ゴツィリゼ駅（グルジア語: ვიქტორ გოცირიძე、グルジア語ラテン翻字: Viktor Gotsiridze）という名称であった。現在は旧来からの集落名デリシに駅名を戻している。
| 駅名                     | 期間          |
| ------------------------ | ------------- |
| デリシ駅                 | 1979年–1992年 |
| ヴィクトル・ゴツィリゼ駅 | 1992年–2006年 |
| デリシ駅                 | 2006年–現在   |